# Baccha elongata
Baccha elongata là một loài ruồi trong họ Ruồi giả ong (Syrphidae). Loài này được Fabricius mô tả khoa học đầu tiên năm 1775. Baccha elongata phân bố ở vùng Cổ Bắc giới

## Hình ảnh

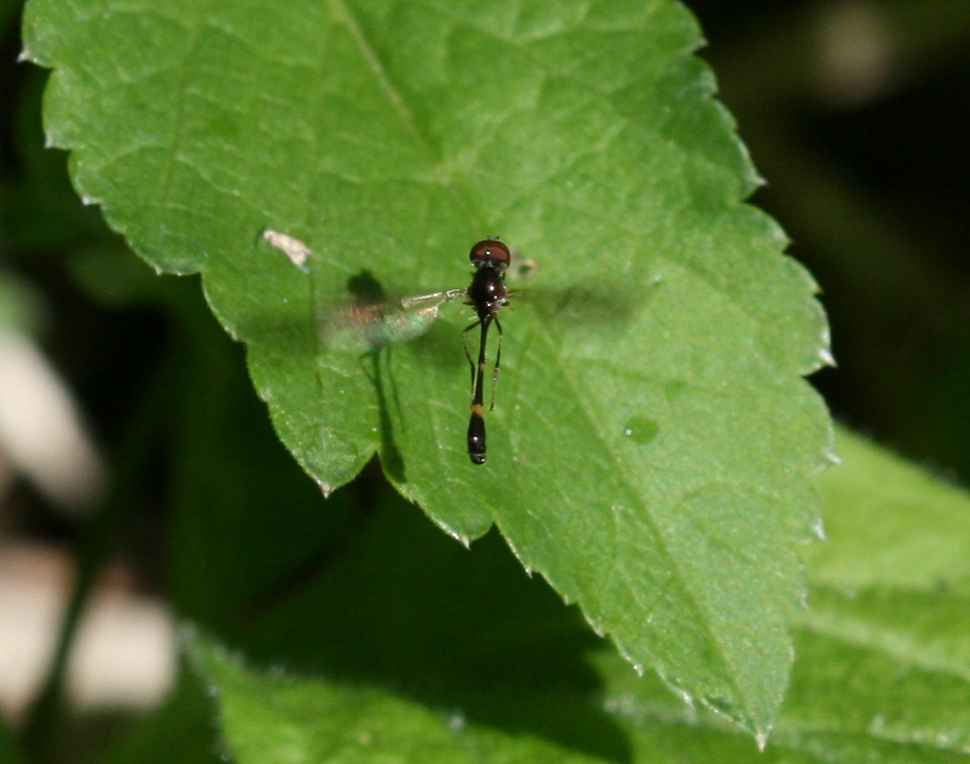
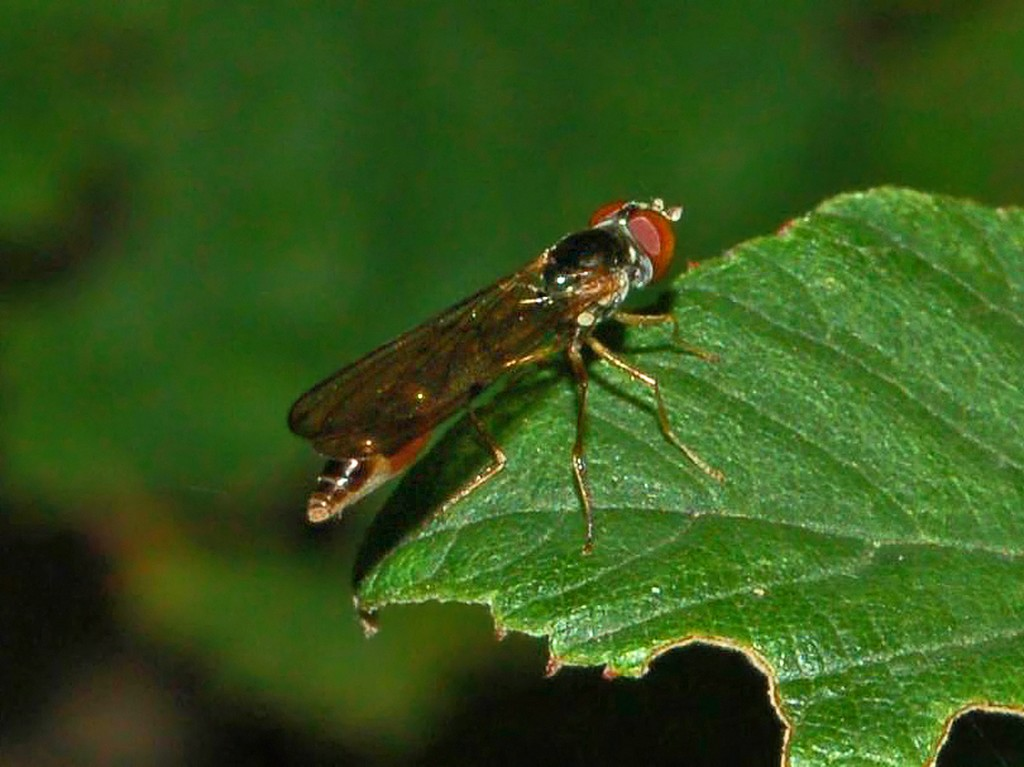
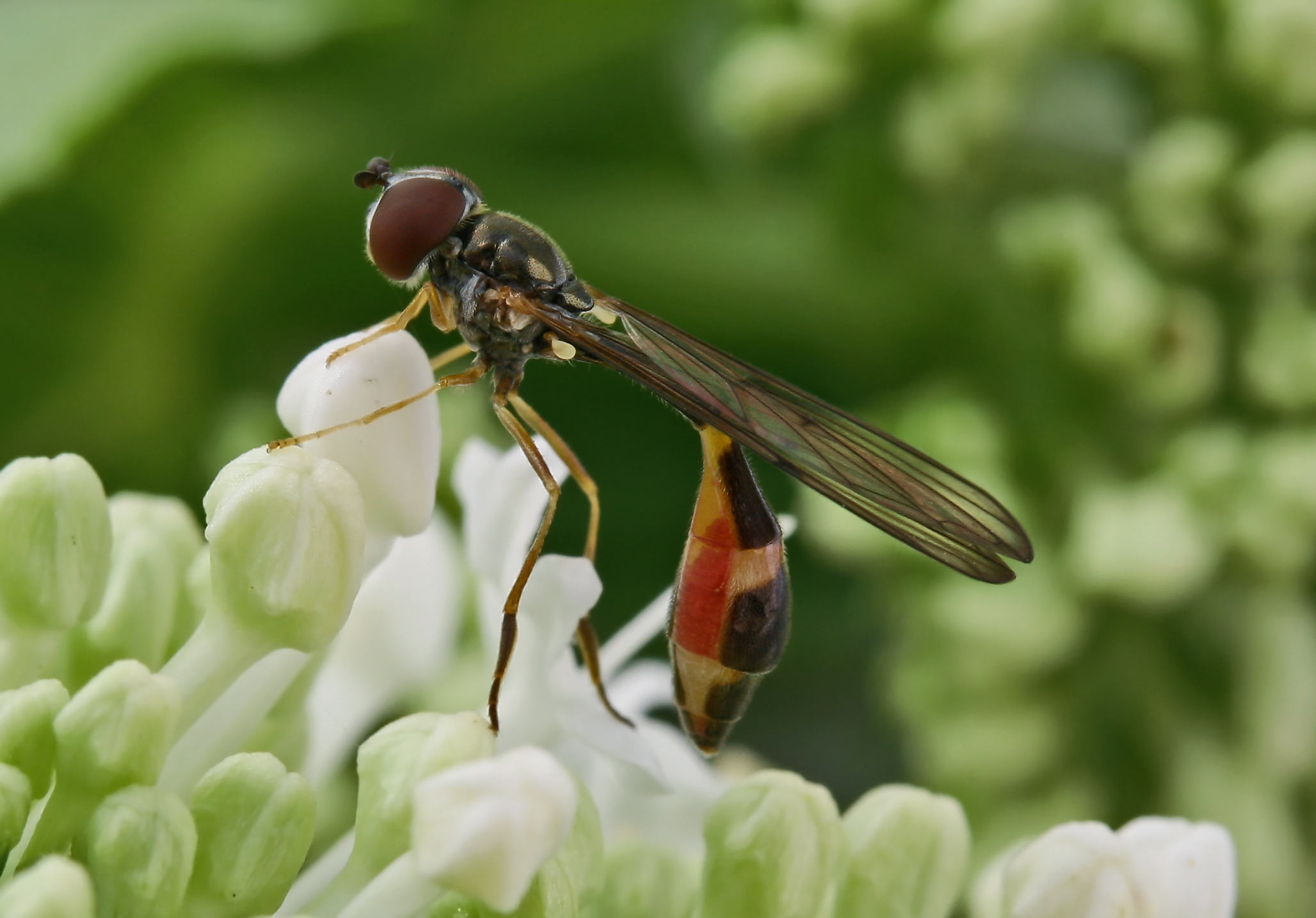